# 深學媒體
深學媒體（英語：Student Depth Media，簡稱：SDM）曾經是一個網絡新聞媒體。深學媒體於2020年2月成立，並於2021年停止運作。作為深學媒體管理委員會轄下工作部門之一，此媒體由八名來自不同中學的在學青年而組成，自稱「以持平態度報道新聞，喚起社會對新聞時事的關注」為宗旨。

## 相關事件

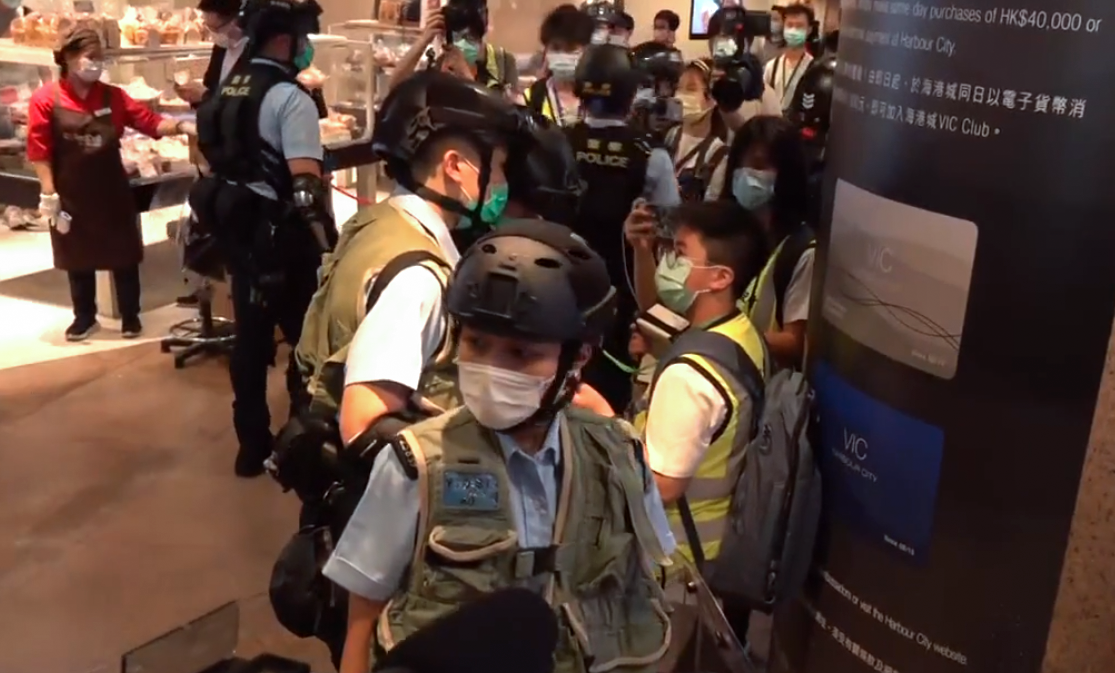
2020年母親節香港示威中面對防暴警包圍的13歲記者。

2020年5月10日，香港市民發動和你Sing活動，多區商場有人群聚集。深學媒體一名13歲陸姓記者在採訪期間，被多名警員包圍，有警員無故嘲笑記者年齡及身高， 最終更將該記者帶走，事後深學媒體發聲明指警方行為嚴重影響新聞自由。事後該名記者在採訪中表示他雖然只就讀中學一年級，仍希望能為香港民眾報道事實。資深傳媒人曾志豪在事後評價該年少的記者在現場獨對眾警包圍毫無懼色，十分勇敢。
2021年1月29日，時任公民黨區議員之余德寶在facebook貼文表示勞工處回覆已按實際情況跟進，「深學媒體被投訴非法僱用童工，涉嫌違反勞工條例」之案件已結案。同時表示深學媒體已停止運作，涉事的陸同學亦已放棄採訪工作。